# 七ヶ村
七ヶ村（しちかむら）は、かつて新潟県中頸城郡にあった村。

## 沿革
- 1889年（明治22年）4月1日 - 町村制施行に伴い中頸城郡栃窪村、下中山村、東谷地村、雁海村、金谷村、法音寺村、山谷村が合併し、七ヶ村が発足。
- 1908年（明治41年）10月1日 - 中頸城郡柿崎村と合併し、柿崎村を新設して消滅。